# Шемета, Альгирдас
Альгирдас Шемета (лит. Algirdas Gediminas Šemeta; род. 23 апреля 1962, Вильнюс) — бизнес-омбудсмен на Украине с декабря 2014 года. Литовский и европейский политик, дважды министр финансов Литвы, европейский комиссар по бюджету и финансовому планированию в 2009—2010, с 9 февраля 2010 года — по 2014 г. налогообложению, таможенному союзу, аудиту и борьбе с мошенничеством.

## Биография
В 1985 году окончил экономический факультет Вильнюсского университета. В 1985—1990 годах в Литовском институте экономики работал экономистом, младшим научным сотрудником. C 1992 по 1996 год занимал должность председателя комиссии по ценным бумагам Литвы. Работал в министерствах экономики и финансов, в 1997—1999 и 2008—2009 занимал пост министра финансов Литвы. В 2001—2008 работал директором Департамента статистики Литвы. После избрания европейского комиссара Дали Грибаускайте президентом Литвы в 2009 году был выдвинут на её замену. После утверждения 9 февраля 2010 года нового состава европейской комиссии занял в ней должность комиссара по налогообложению, таможенному союзу, аудиту и борьбе с мошенничеством.
10 декабря 2014 года Кабинет Министров Украины утвердил eго в должности бизнес-омбудсмена, представляющего интересы деловых кругов Украины и деловых кругов, работающих на Украине.

## Cемья
Жена — Рамуте Сотварене.